# シモンズ・スミス反応
シモンズ・スミス反応（シモンズ・スミスはんのう、英: Simmons–Smith reaction）はジハロアルカンによりアルケンをシクロプロパン化する化学反応のことである。
1958年にハワード・シモンズ・ジュニアとロナルド・スミスによって報告された。もっとも初期に用いられた方法は、塩酸で表面を洗浄して活性化した亜鉛粉末に硫酸銅水溶液を作用させることで調製される亜鉛–銅カップルの存在下、アルケンにエーテル系溶媒中でジヨードメタンを加える方法である。その後、亜鉛の代わりにジエチル亜鉛を使用する改良法が1966年に古川らによって報告され、こちらの方法がより一般的となった。
反応機構は亜鉛にジヨードメタンが酸化的付加して生成する ICH2ZnI という化学種がアルケンと反応するものと考えられている。このような有機金属化学種は反応上カルベンの等価体と考えられることからカルベノイドと総称される。シクロプロパン環の新たに生成する2つのσ結合は協奏的に生成する。そのため、cis-アルケンからは cis 置換のシクロプロパンが、trans-アルケンからは trans 置換のシクロプロパンが得られる立体特異的な反応となる。
また反応する二重結合の近傍にヒドロキシ基などの亜鉛に配位可能な酸素官能基が存在する場合、カルベノイドが酸素官能基に配位してからシクロプロパン化が起こるため、二重結合の酸素官能基がある側の面でシクロプロパン環が形成される立体選択的な反応となる。
なお、亜鉛粉末を硫酸銅で処理せず、単独でこの反応に使用した場合は亜鉛の製造元によって反応の成否が分かれる結果となる。これは亜鉛中に微量不純物として含まれる鉛によって反応が妨害されるためである。亜鉛の精製が電解精錬で行なわれている場合には鉛がほぼ含まれないため、反応は正常に進行する。一方、亜鉛の精製が蒸留で行なわれている場合には微量の鉛が残っているため、反応の収率が著しく低下する。このような亜鉛に対してはクロロトリメチルシランを添加して活性化すると、反応が正常に進行するようになることが知られている。
その他、より活性なサマリウムを使用する方法やトリエチルアルミニウムを使用する方法も報告されている。使用されるジハロアルカンはジヨードメタンが報告される反応の大部分を占めているが、1,1-ジヨードアルカンならいずれも反応に使用できる。ジブロモメタンは超音波の使用や塩化アセチルなどの共存下で反応に使用できる報告がある。クロロヨードメタンはサマリウムでの反応で使用できる。また反応の活性種は ICH2ZnI であるため、ジハロアルカンを使用しなくともこの活性種を生成させれば同様のシクロプロパン化を行なうことができる。このような方法としてジアゾメタンとヨウ化亜鉛を反応させる方法がある。